# Cannon Street Railway Bridge
Cannon Street Railway Bridge is een spoorbrug over de Theems in Londen.
De eerstvolgende brug benedenstrooms is London Bridge, bovenstrooms bevindt zich Southwark Bridge. De brug verzorgt de verbinding naar het station Cannon Street op de noordoever van de rivier. De brug heette oorspronkelijk Alexandra Bridge naar Alexandra van Denemarken, de vrouw van de toekomstige koning Eduard VII.

## Marchioness-ramp
In 1989 vond vlak bij de brug het ongeluk plaats waarbij het schip de Marchioness geramd en overvaren werd door het baggerschip Bowbelle, waarbij 51 passagiers van de Marchioness om het leven kwamen.
Albert Bridge · Chelsea Bridge · Grosvenor Bridge · Vauxhall Bridge · Lambeth Bridge · Westminster Bridge · Hungerford Bridge · Waterloo Bridge · Blackfriars Bridge · Blackfriars Railway Bridge · Millennium Bridge · Southwark Bridge · Cannon Street Railway Bridge · London Bridge · Tower Bridge

Zie ook: Lijst van oeververbindingen van de Theems